# アンタルヤ (水雷艇)
アンタルヤ（Antalya）ないしAnataliaはオスマン帝国海軍の水雷艇。 アンタルヤ級。
イタリアのアンサルド・アームストロング社で建造。1901年発注。1904年4月に起工され、同年進水。1906年11月29日にジェノバで引き渡され、同年12月にイスタンブールで就役した。
鋼製船体で排水量165t、全長51.0m、幅5.7m。水管缶2基、3気筒3段膨張機関2基、出力2700ihp、2軸推進で、公試速力26ノット。兵装は37mm速射砲2門、450mm魚雷発射管2門。
伊土戦争開戦の日の1911年9月29日、「アンタルヤ」と「トカド」はプレヴェザ沖でイタリア駆逐艦「Artigliere」、「Corazziere」、「Fuciliere」、「Alpino」、「Zeffiro」と遭遇。オスマン帝国の水雷艇は分かれて逃走し、「アンタルヤ」は2隻の駆逐艦に追跡されたが、プレヴェザに逃げ込むことに成功した。一方、北へ逃げた「トカド」は被弾し、Nicopolisで座礁した。
第1次バルカン戦争中、プレヴェザが降伏した際に同地で沈められた。
後にギリシャが引き揚げて1913年にギリシャ海軍の「Nikopolis」となり、1916年まで使用された。